# Vilanova d’Escornalbou
Vilanova d'Escornalbou – gmina w Hiszpanii, w prowincji Tarragona, w Katalonii, o powierzchni 17,33 km². W 2011 roku gmina liczyła 570 mieszkańców.